# ドイツの鉄道史
ドイツの鉄道史（ドイツのてつどうし）では、ドイツにおける鉄道の歴史を説明する。

## 開業から普墺戦争まで、「鉄道黎明期」(Epoche 0)
ドイツにおける最初の鉄道は、1835年12月7日、バイエルン王国において「バイエルン・ルートヴィヒ鉄道」(Bayerische Ludwigsbahn) により、ニュルンベルクとその隣町フュルトの間（約8km）に開業した。機関車や客車はイギリスから輸入した。ドイツ最初の蒸気機関車は「アドラー (Adler)」（ドイツ語で「鷲」の意味）と名付けられた。実際には1831年には貨物専業の馬車鉄道が走っていたが、この1835年12月7日は、現在、ドイツにおける公式の鉄道開業日となっている。
当時のドイツは、多くの王国や公国から構成される連合国家（ドイツ連邦）であったが、鉄道についても、王立鉄道や私鉄が多数存在する状況となっており、規格もまちまちであった。それでも1845年には鉄道の総延長は2,000kmに、1855年には8,000kmにもなり、急速に鉄道網が構築されていった。1843年には初の国際鉄道路線として、ケルンとアントウェルペン（ベルギー）を結ぶ路線が開通している。それに伴い、各鉄道事業者相互間の直通運転や、国際列車の運転も増加していった。

## 普墺戦争第一次世界大戦直後まで、「鉄道発展期」(Epoche 1)
1866年の普墺戦争の勝利、1870年の普仏戦争の勝利を経て、1871年のドイツ統一により、連邦国家であるドイツ帝国が成立した。鉄道については中央政府による一元運営ではなく、連邦国家を構成する王国や大公国毎に運営されることとなった。代表的なものでは、以下のものがある。
- プロイセン邦有鉄道 (K.P.E.V.: Königlich Preußische Eisenbahn-Verwaltung)
  - 当初は「プロイセン王国・ヘッセン大公国鉄道」(K.P.u.G.H.St.E.: Königlich Preußische und Großherzoglich Hessische Staatseisenbahn) を名乗った。
- 王立バイエルン邦有鉄道 (K.Bay.Sts.B.: Königlich Bayerische Staatseisenbahn)
- 王立ザクセン邦有鉄道 (K.Sächs.Sts.E.B.: Königlich Sächsische Staatseisenbahnen)
- 王立ヴュルテンベルク邦有鉄道 (K.W.St.E.: Königlich Württembergische Staatseisenbahn)
- バーデン大公国邦有鉄道 (Baden: Großherzoglich Badische Staatseisenbahn)
- メクレンブルク大公国フリードリヒ・フランツ鉄道 (Meckl. or M.F.F.E: Großherzoglich Mecklenburgische Friedrich-Franz-Eisenbahn)
- オルデンブルク大公国邦有鉄道 (Oldenburg: Großherzoglich Oldenburgische Staatseisenbahn)
- ヘッセン大公国邦有鉄道 (Großherzoglich Hessischen Staatseisenbahnen)
- バイエルン王国鉄道プファルツ鉄道 (PfalzB: Pfalzbahn der Königlich Bayerische Staatseisenbahn)
- エルザス＝ロートリンゲン鉄道 (ReichsEb.: Reichseisenbahn Elsaß-Lothringen)
  - 普仏戦争の勝利により、フランス領アルザス＝ロレーヌ地方がドイツに帰属するようになったため、東部鉄道が経営していた路線を継承した。第一次世界大戦後はフランス領に戻ったため、ドイツの手を離れたが、この時期に複線化が実施されたこともあり、フランスの鉄道が左側通行であるにもかかわらず、アルザス＝ロレーヌ地方の鉄道は、現在でも、ドイツ流の右側通行となっている。
- ルートヴィヒ鉄道 (Ludwigsbahn)

この時期には、それぞれの鉄道事業者において、鉄道技術の目覚しい発展があった。蒸気機関車では、王立バイエルン邦有鉄道のS3/6型（後のDRB18.4-5形）やプロイセン邦有鉄道のP8形（後のDRB38.10-40形）のような優秀な機関車が製造された。1892年には急行列車 (D-Zug) の運転も開始されている。また、試験ではあるが、1903年にはベルリン郊外の軍用路線（王立プロイセン軍事鉄道）で、三相交流方式による電車が、世界で初の200km/h運転にも成功している（高速電気鉄道研究協会も参照）。
なお、普墺戦争においては、鉄道が重要な役割を果たした。鉄道の大量輸送能力が、兵器や兵士の大量輸送を可能にし、ドイツの勝利に貢献した。鉄道の軍事的重要性が証明されたことにより、ドイツのみならず、ヨーロッパ各国で鉄道網の整備と、直通運転に伴う車両やインフラの規格統一が進められることになる。鉄道整備が、国家戦略の一つとして確立された時代であり、鉄道技術が軍事技術と一体となって、急速に発展することになる。それは同時に3B政策に代表されるような、鉄道が帝国主義政策の一手段として使用されることも意味し、やがては第一次世界大戦の勃発と、ドイツの敗北へと繋がってゆく。
日本の鉄道においては、明治から大正にかけて、欧米から多くの技術を導入し、それを吸収したが、その技術には、ドイツの鉄道技術も少なからず存在した。それがちょうど、この時期に相当する。

## 第一次世界大戦直後から第二次世界大戦終戦まで、「鉄道黄金期」(Epoche 2)
1918年、第一次世界大戦がドイツの敗北によって終結し、1919年にヴァイマル共和国が発足した。王国や大公国の単位で運営されていたドイツの鉄道は国家によって一元的に運営されるようになり、1920年4月1日を期して「ドイツ国営鉄道」(DR: Deutsche Reichsbahn) が発足した。1924年8月には改組され、公共事業体としての「ドイツ国有鉄道」(DRG: Deutsche Reichsbahn-Gesellschaft) となる。この時期のドイツは、敗戦と国土の荒廃、さらには巨額の賠償金と悪性インフレにより、大混乱に陥っていた。鉄道についても、破壊や賠償で多くの機関車を失ったほか、王国や大公国毎に異なっていた、200種類以上といわれる機関車や車両を抱えるなど、まさに前途多難な時期ではあったが、これらの体系を整理するなど、徐々に国営鉄道としての体裁を整えていった。
1920年代も中頃になると、ドイツの混乱は収束するようになるが、この頃には、新しい技術の導入などにより、鉄道技術のレベルアップが劇的に進んだ。1925年には「01型急行旅客用蒸気機関車」が登場し、他にも数多くの蒸気機関車が製造された。これらの機関車は「制式機」(Einheitsloks) と呼ばれるもので、国鉄によって決められた規格に沿って製造されたものである。このような規格統一は、車両以外でも進められた。
1923年には特急列車 (FD-Zug) の運転を開始している。1931年には、車体後部にプロペラを付けた高速試験用列車「シーネンツェッペリン」が最高速度200km/h以上の記録を樹立するなど、技術的挑戦が続けられた。さらに1933年には、ベルリンとハンブルクを結ぶ高速気動車「フリーゲンダー・ハンブルガー」(Fliegender Hamburger) が運転を開始し、当時の営業用列車としては世界最高速列車となった。また1928年には豪華特急列車「ラインゴルト」の運転も開始され、輸送の質的向上が進んだ。
1933年にヒトラー政権が成立し、ナチスによる独裁が始まると、社会基盤整備や国威向上策の一環として、さらなる鉄道網の整備や、鉄道技術の向上が進められることとなる。1937年には鉄道運営が国家直営となり、「ドイツ帝国鉄道」（DR: Deutsche Reichsbahn, "DRB"の略称が用いられることもある）に改組される。1936年には05形蒸気機関車05 002の試運転で蒸気機関車として世界初の200km/hを記録し、ドイツの鉄道は、世界でも最高水準に達した。
まさに「鉄道黄金期」という状況であったが、この頃になると、自動車や飛行機が、新たな交通機関として台頭するようになった。それまで事実上の「敵なし」だった鉄道が、急速に競争に晒されるようになる。もっとも、間もなく第二次世界大戦が始まり、全ての交通機関が軍事優先となったため、交通機関同士の「競争」は、一時「お預け」となった。
1938年のオーストリア併合やチェコスロバキア分割などで、併合された国々の鉄道も、ドイツ国営鉄道に取り込まれてゆく。1939年には第二次世界大戦が勃発し、鉄道は再び戦時輸送体制となった。戦時設計の52型蒸気機関車の、6,000両とも8,000両ともいわれる大量生産に象徴されるように、兵員輸送や軍需物資輸送が最優先されるようになった。そして1945年、ドイツの敗北でヨーロッパの戦争は終結したが、戦争末期の連合国の猛烈な攻撃や、敗戦直前のドイツ自身による破壊行為（敵に使わせないようにする、一種の焦土作戦）により、鉄道網はまさしく、ズタズタの状態となってしまった。
ユダヤ人の強制収容所への移送は、鉄道を使用して大々的に実施された。例えば、アウシュヴィッツ収容所には鉄道線路が引き込まれ、ユダヤ人が極めて粗末な貨車に詰め込まれてヨーロッパ各地から移送されてきた。この事実は、ドイツの鉄道における「負の歴史」として暗い影を落としている。ベルリンのグリューネヴァルト駅にあるモニュメントをはじめとして、ドイツ各地の駅に、そこから強制収容所に送り出されたユダヤ人のことを記した記念碑があるのは、そのためである。

## 第二次世界大戦終戦、鉄道復興と「冬の時代」(Epoche 3)
第二次世界大戦でドイツの鉄道は駅・線路・車両など、ありとあらゆるものが破壊され、また、敗戦によって国土も縮小された。さらに、連合国によって持ち去られた車両や設備も少なくなく、まさに「マイナスからの出発」となった。
敗戦によりドイツは、連合国のうちの4カ国（アメリカ合衆国・イギリス・フランス・ソビエト連邦）によって占領されることとなる。鉄道は占領地域毎に、その地域の占領国のコントロールの下に運営された。1949年には米英仏占領地域が「ドイツ連邦共和国（西ドイツ）」として、ソ連占領地域が「ドイツ民主共和国（東ドイツ）」としてそれぞれ別個に建国され、ドイツは分断国家となった。東ドイツ側では1949年に「ドイツ国営鉄道」(DR: Deutsche Reichsbahn) が発足、西ドイツ側では1951年に公共企業体として「ドイツ連邦鉄道（西ドイツ国鉄）」(DB: Deutsche Bundesbahn) が発足した。ただし、やはり4か国による占領が行われていた首都ベルリンの鉄道については、占領国に関係なく、ベルリン全域で（ベルリンの壁構築後も、1984年までは）東ドイツ国鉄が運営するようになった。
西ドイツ国鉄では、戦争で荒廃した鉄道網の復旧を進めるものの、被害はあまりにも甚大で、その前途は多難を極めた。西ドイツ国鉄の経営状態は、発足1年目の1951年に黒字となった以後は、一度として黒字となった年はなかった。前述の通り、戦前のドイツの鉄道網は、ベルリンを中心とした放射状路線であることと、東西方向の路線を重点的に整備していたこともあり、西ドイツ国鉄の路線網は、その多くが亜幹線レベルであった。このことは、スピードアップの足枷となった。幹線電化の推進や、TEEの運転開始（1957年）のような策を講じるも、戦前から進められていた道路網や航空網の整備の急速な進展により、鉄道は競争力を失う結果となった。また、技術的にも停滞することとなり、鉄道にとってはまさに「冬の時代」であった。
東ドイツ国鉄では、ソ連の援助により、戦争で荒廃した鉄道網の復旧が進められた。西ドイツとは異なり、社会主義国家であった東ドイツでは、自家用車の所有は「夢のまた夢」であったこともあり、鉄道は多くの国民にとって、最も重要な交通機関となった。同時に、鉄道は国家の重要インフラと位置づけられた。1950年代中頃までは、西ドイツ国鉄と大差ない技術レベル・インフラレベルにあったとされているが、やがてレベル向上は停滞し、西ドイツとの格差が広がるようになる。

## 動力近代化と「薄明かりの時代」、そしてドイツ再統一まで (Epoche 4)
鉄道「冬の時代」の流れを変えるきっかけとなった要因の一つは、1964年、日本において東海道新幹線が開業し、それが大成功を収めたことであった。ヨーロッパ各国では当初、新幹線の計画を一笑に付していたが、新幹線開業後の大成功は、高速鉄道の有効性を世界に知らしめることとなった。これに刺激されるかのように、西ドイツ国鉄でも特急列車の速度向上に取り組むようになり、1968年には最高速度200km/hの営業運転を開始（1年後に中止）する。また、動力近代化の名の下に、多数残っていた蒸気機関車を電気機関車やディーゼル機関車に置き換えることや、コンピュータの導入なども、強力に進められた。
1971年には、ドイツの各都市間を結ぶ特急列車「インターシティ」(IC) 網が構築された。TEE並みの全車1等車（1970年代末期からは2等車も加わる）、2時間間隔のパターンダイヤ、主要駅における異系統列車の相互接続といった思想は、日本のエル特急などにも影響を与えた。同じ1971年には、世界初のインバータ制御車両（電気式）が西ドイツで開発されている。1977年には西ドイツから営業用の蒸気機関車が姿を消し、また同年よりインターシティの最高速度200km/h運転も始まった。さらに、時速200km/h以上の高速運転が可能な高速鉄道「ICE」の開発や、高速新線の建設も始まった。1970年代には、西ドイツの鉄道は、日本やフランスと並び、世界をリードする存在となった。
一方、経営的には、非常に厳しい状態となっていた。モータリゼーションの発達で利用客は減少し、不採算の赤字ローカル線は合理化あるいは廃止され、鉄道網は大幅に縮小された。1980年代には西ドイツ国鉄の経営状態は破滅的となり、何らかの抜本的改革が必要となっていた。ちょうど1987年、日本の国鉄が分割民営化されたのを受けて、西ドイツでも経営の改善を目的に国鉄の民営化を模索するようになる。
東ドイツでは、鉄道はなお国家の重要インフラと位置付けられた。しかし1960年代以降、東西ドイツ間の経済格差は拡大するようになっていた。鉄道においても例外ではなく、東ドイツ国鉄の水準は西ドイツ国鉄に比べて見劣りがするようになった。電気機関車やディーゼル機関車の投入も実施されたが、蒸気機関車も遅くまで残り、営業運転を終了したのは1988年、西ドイツよりも11年遅かった。また、西ドイツのインターシティに対抗するような都市間特急列車も運転されるようになったが、スピードやサービスの面では大きく劣っていた。技術水準も1950年代後半で停滞したままで1980年代を迎えることとなる。東ドイツは東側諸国では経済的に優良だったとは言え、1980年代は東側諸国の経済低迷で、インフラの維持も困難になっていた。ただ、鉄道は多くの国民にとってなくてはならない存在であり、ローカル線も多数が存続していた。

## 高速鉄道の時代、ドイツ再統一から民営化 推進、そして現在まで (Epoche 5)
1989年の冷戦終結とベルリンの壁崩壊を受け、1990年にはドイツ再統一が実現した。ただし、鉄道の運営については統合されず、従来の「ドイツ連邦鉄道 (DB)」と「ドイツ国営鉄道 (DR)」の並存状態、即ち、一つの国に2つの国鉄が存在することとなった。これは、西ドイツ国鉄の改革が、統一前から検討されていたことであり、東西ドイツ統一によって、鉄道再建の枠組みの再検討が必要となったからだとされている。鉄道再建のためには、まず、旧西ドイツ側と比べて大きく遅れている、旧東ドイツ側の鉄道の水準を引き上げることが急務となった。
そうした中で、1991年、ICEが営業運転を開始した。高速新線を最高速度280km/h（通常は250km/h）で走行し、ドイツの鉄道に新たな時代が到来したことを象徴する出来事となった。その後も高速鉄道網は拡大している。
1994年1月1日、「ドイツ連邦鉄道 (DB)」と「ドイツ国営鉄道 (DR)」は統合の上で特殊法人化（株は全て政府が保有）され、「ドイツ鉄道株式会社」(DBAG: Deutsche Bahn AG) が発足した。さらに「上下分離」「オープンアクセス」制度が導入され、競争原理によるサービスアップが期待された。1999年には持株会社制となり、長距離鉄道運営会社、地域鉄道運営会社、貨物鉄道運営会社、駅運営会社、線路・インフラ保有会社のように、組織毎に分割され現在に至っている。法人化後は、ICE網の拡大や新型車両の投入を積極的に進めるようになった。
法人化により、一時は経営的に大幅な改善が見られたが、技術的には数多くの混乱が発生し、車両の不具合や故障などが多発することとなった。また、民間企業となったことで、より一層の合理化が進められることとなり、一部では乗客の不満が増大した。そのほか、以前は非常に正確なダイヤを特徴としていたにもかかわらず、近年は列車の遅れが多発している。そんな中で1998年には、ICEの脱線転覆で多数の死傷者を出す大事故を起こし、世界の鉄道関係者に多大なる衝撃を与えたと同時に、猛烈な批判にさらされることともなってしまった。
現在のドイツ鉄道は、依然として経営は苦しく、国内の輸送シェアも小さい。しかし、ヨーロッパの鉄道においては「なくてはならない」存在であり、EUなどが推進する高速鉄道網を担うキープレイヤーとしての役割も期待されている。近年の環境重視政策も、鉄道にとっては「追い風」となっている。
今後の課題の一つとしては、政府が100%保有する株式をいつ公開して「完全民営化」するか、ということがあるが、そのためには経営状態の改善が前提であり、経営状態が決して芳しくない状況下では、その前途は不透明である。加えて、機関士の労働組合「GDL」(Gewerkschaft Deutscher Lokomotivführer) によるストライキの実行などの理由で、更なる鉄道離れが起こる可能性がある。また、日本同様、ドイツでも少子高齢化や労働人口減少、自動車や格安航空会社への転移などによる「鉄道離れ」がじわじわと進んでおり、鉄道を社会の中にどのように位置づけるかという問題にも直面している。